# جيمس بغاردوس
جيمس بغاردوس (بالإنجليزية: James Bogardus)‏ هو مخترِع ومهندس ومهندس معماري أمريكي، ولد في 14 مارس 1800 في كاتسكيل في الولايات المتحدة، وتوفي في 13 أبريل 1874 في نيويورك في الولايات المتحدة.

## وصلات خارجية
- جيمس بغاردوس على موقع الموسوعة البريطانية (الإنجليزية)